# ساربان
ساربان یا کاروان‌سالار فردی باتجربه و ماهر بود که مسئولیت هدایت و رهبری کاروان را در مسیرهای تجاری زمینی، مانند جاده ابریشم، بر عهده داشت.
ساربان‌ها به طور معمول با مسیرهای تجاری، خطرات احتمالی، و مکان‌های امن برای استراحت و اتراق ازجمله با کاروان‌سراهای موجود در مسیر آشنا بودند. ساربان‌ها غالباً از تجربه و دانش خود در زمینه‌های مختلف مانند نجوم، گیاه‌شناسی، و طب سنتی نیز بهره می‌بردند و به صداقت، شجاعت، و امانت‌داری مشهور بودند. شغل ساربانی شغلی دشوار و طاقت‌فرسا بود که نیاز به قدرت بدنی و استقامت بالایی داشت.
ساربان‌ها نقش حیاتی در تجارت زمینی داشتند. آنها با هدایت کاروان‌ها، حمل و نقل کالاها و محصولات را در مسیرهای طولانی و دشوار امکان‌پذیر می‌کردند. ساربان‌ها همچنین به عنوان پل ارتباطی بین فرهنگ‌ها و تمدن‌های مختلف عمل می‌کردند و در تبادل دانش و ایده‌ها نقش داشتند.
در آسیای میانه بیشتر کاروان‌های بازرگانی قدیم و ساربان‌های آنها از مردم سغدی بودند. در زبان سغدی که از زبان‌های ایرانی است، ساربان را سارت‌پاو (s’rtp’w) می‌گفتند. ساربان‌ها و بازرگانان عمده سغدی در امتداد جاده ابریشم در مناطق گوناگون چین نیز سکونت داشتند و در زبان چینی سارت‌پاو سغدی به شکل سابائو درآمده بود.
در مسیر جاده ابریشم، شهر تبریز نیز از اهمیت بالای برخوردار بود و هنوز هم یکی از محلات این شهر که تا اواخر دههٔ چهارم خورشیدی ساکنان آن بیشتر از بازرگانانی بودند که کالا و اجناس خود را با شتر جابه‌جا می‌کردند، شتربان نام دارد. این محله را در متون قدیمی‌تر کوی ساربان نیز می‌نامیدند.
امروزه با وجود پیشرفت‌های حمل و نقل، شغل ساربانی به‌طور کامل از بین نرفته و در مناطقی چون شمال آفریقا در بین قوم طوارق وجود دارد.

## وظایف
هدایت و راهنمایی کاروان: ساربان با شناخت کامل مسیر، بهترین راه را برای عبور کاروان از میان کوه‌ها، دشت‌ها، و گذرگاه‌های خطرناک انتخاب می‌کرد.  ساربان با تجهیزاتی مانند شمشیر و نیزه، از کاروان در برابر دزدان و راهزنان محافظت می‌کرد. ساربان گاه مسئول تهیه آب، غذا، و علوفه برای اعضای کاروان و حیوانات بارکش نیز بود.
ساربان در طول سفر با مقامات محلی، قبایل، و دیگر کاروان‌ها مذاکره می‌کرد و در صورت بروز مشکل، راه‌حل‌های مناسب ارائه می‌داد. در برخی موارد، ساربان مسئول حسابداری و جمع‌آوری عوارض و سود حاصل از تجارت بود.